# 5570 Kirsan
5570 Kirsan eller 1976 GM7 är en asteroid i huvudbältet som upptäcktes den 4 april 1976 av den rysk-sovjetiske astronomen Nikolaj Tjernych vid Krims astrofysiska observatorium på Krim. Den har fått sitt namn efter Kirsan Iljumzjinov.
Asteroiden har en diameter på ungefär 15 kilometer.